# Крива Філліпса

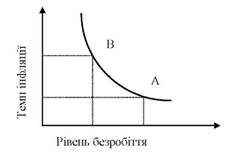
Крива Філіпса показує, що між рівнем безробіття та темпом інфляції існує обернений зв'язок, який означає що в період зростання економіки та скорочення рівня безробіття темп інфляції підвищується, і навпаки.

Крива́ Фі́лліпса (Phillips curve) — графік залежності між середнім рівнем інфляції в країні і рівнем безробіття. Згідно з кривою Філіпса, з ростом безробіття інфляція зменшується. Крива Філіпса — неокейнсіанська модель.
Крива Філліпса відома з 1958 р., коли економіст О.У Філліпс опублікував роботу «Зв'язок між безробіттям і темпом змін грошової заробітної плати у Сполученому Королівстві в період 1861—1957 рр.». Він показав зв'язок між рівнем безробіття і темпами росту середньої заробітної плати. Безробіття високе, коли заробітна платня зростає повільніше, і безробіття падає, коли заробітна платня зростає швидше. Високий рівень інфляції зазвичай супроводжується низьким рівнем безробіття і навпаки.
Кейнсіанці пояснюють одночасність появи більш високих темпів безробітя та інфляції зміщенням кривої Філіпса вправо або вгору, як наслідок шоку пропозиції (або цінових шоків). Повна зайнятість змушує ціни та заробітну плату до зростання; значне безробіття та незавантаженість потужностей спонукає їх до зниження. Рівень зайнятості — причина, рух цін та заробітної плати — наслідок. Але в залежності від того, як повна зайнятість викликає інфляцію, зовсім не слідує, що інфляція викликає повну зайнятість.
У довгостроковому періоді є вертикальною прямою, інакше кажучи, показує відсутність залежності між рівнем інфляції і природним рівнем безробіття.
{\displaystyle \pi =\pi _{e}-\beta (U-U_{n})+\pi _{s}\,}
- {\displaystyle \pi _{e}} — очікуваний темп інфляції;
- {\displaystyle \pi _{s}} — темп інфляції, спричинений збуреннями сукупної пропозиції;
- {\displaystyle (U-U_{n})} — циклічне безробіття;
- β — коефіцієнт, який показує реакцію інфляції на динаміку циклічного безробіття, яке спричинюється збуреннями сукупного попиту.